# Profil (gruppo musicale)

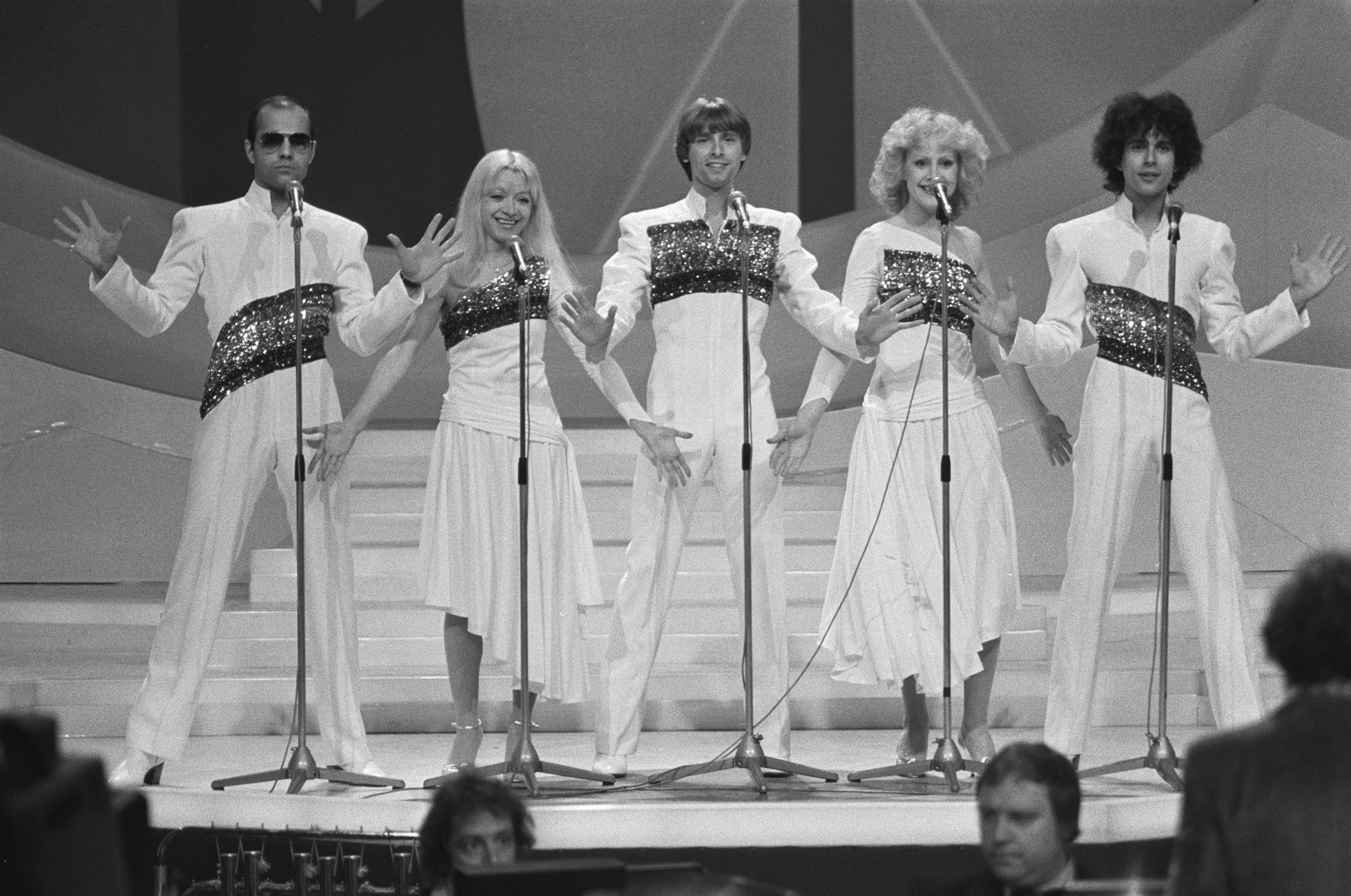
I Profil sul palco dell'Eurovision Song Contest 1980

Profil fu un gruppo musicale francese composto da Martine Havet, Martine Bauer, Francis Rignault, Jean-Claude Corbel e Jean-Pierre Izbinski. Partecipò all'Eurovision Song Contest 1980, classificandosi all'undicesimo posto con il brano Hé, hé m'sieurs dames.
Prima della formazione del gruppo, alcuni membri avevano già iniziato una carriera nel cinema o nella canzone: Martine Havet aveva recitato nel cinema da bambina (in 3 film con Bourvil incluso il film Les Misérables di Jean-Paul Le Chanois nel 1958 in cui interpreta Cosette bambina); aveva anche pubblicato una quindicina di album di canzoni tra il 1957 e il 1969. Jean-Claude Corbel aveva suonato nel cinema e nel teatro negli anni '70 e aveva cantato canzoni per bambini.

## L'Eurovision
Il 16 marzo 1980, il gruppo era candidato nella seconda semifinale della preselezione francese per l'Eurovision Song Contest tenutosi ad aprile. Alla fine della semifinale presentata da Évelyne Dhéliat su TF1, grazie alle telefonate degli spettatori, i Profil (2º posto) si qualificarono per la finale, con Chantal Billon e la sua canzone Une jour, une matin (1º posto) e Anne Delorme (3º posto) con il titolo Poète ou musicien.
Il 23 marzo, durante la finale della preselezione francese, tutti i selezionati reinterpretano la loro canzone. Alla fine dello spettacolo, i Profil vennero scelti grazie alle telefonate degli spettatori tra i 6 candidati selezionati nelle due semifinali. Il gruppo si posizionò davanti a Chantal Billon, Anne Delorme, Marcel Amont, al 4º posto con il titolo Camarade vigneron, Frida Boccara, al 5º posto con la canzone Un enfant de France, e Bee Michelin con Une chanson rose.
Il 19 aprile 1980, a L'Aia, nei Paesi Bassi, i Profil rappresentarono la Francia al 25° Eurovision Song Contest con la canzone Hé, hé m'sieurs dames, scritta da Richard de Bordeaux e Richard Joffo, su musica composta e diretta da Sylvano Santorio. Prima della loro apparizione sul palco, la band venne annunciata da Évelyne Dhéliat (per questa edizione, oltre al presentatore della serata Marlous Fluitsma, ogni paese aveva inviato uno speaker per annunciare i propri concorrenti). I Profil si esibirono al sedicesimo posto, dopo la cantante olandese Maggie MacNeal e poco prima di Johnny Logan, futuro vincitore per l'Irlanda con la canzone What's Another Year.
I Profil furono il primo gruppo musicale ad aver rappresentato la Francia all'Eurovision Song Contest.
Alla fine dello spettacolo, i Profil si classificarono all'undicesimo posto su 19 paesi partecipanti, con 45 punti.
La band registrò la canzone Hé, hé m'sieurs dames in una versione inglese chiamata Hey Music Man.
Il gruppo non ebbe il successo previsto e ogni membro del gruppo seguì poi una carriera da solista.
- Jean-Claude Corbel continuò la sua carriera come attore fino alla sua morte nel 1996. In particolare lavorò nel doppiaggio di film e cartoni animati negli anni '80.
- Jean-Pierre Izbinski continuò la sua carriera come cantante solista. Pubblicò alcuni album negli anni '80: Saltimbanque nel 1982, De médiums en voyantes nel 1984, Si je t'aime, tu pars nel 1988.
- Francis Rignault recitò in particolare in Un Ange di Miguel Courtois con Richard Berry ed Elsa Zylberstein nel 2001, e in un episodio della serie TF1 Joséphine, ange gardien nel 2013.
- Martine Havet ha partecipato, nel 2013, al documentario André Bourvil, la rage de vaincre di France 2 della serie Un jour, un destin dedicato a Bourvil. È morta nel 2015.